# Cuspidaria lachnaea
Cuspidaria lachnaea là một loài thực vật có hoa trong họ Chùm ớt. Loài này được (Bureau) L.G.Lohmann mô tả khoa học đầu tiên năm 2008.